# Micheline Roquebrune
Micheline Roquebrune (ur. 4 kwietnia 1929 w Nicei) – francusko-marokańska malarka, żona aktora Seana Connery’ego od 1975 aż do jego śmierci w 2020.
Początkowo była profesjonalną golfistką, ale od 23 roku życia zaczęła zajmować się sztuką i malarstwem. Jej obrazy wystawiane były w Chicago, Rzymie, Francji i Atenach oraz w National Museum of Women in the Arts w Waszyngtonie. Zanim poślubiła Seana Connery’ego była dwukrotnie zamężna i miała troje dzieci (Oliver, Micha i Stephane). Poznała Connery’ego podczas turnieju golfowego w Mohammedii w Maroku w 1970 r. a ślub wzięli w 1975 r. Nie miała z nim dzieci. W latach 90. zamieszkała wraz z mężem na Bahamach.